# Amblyseiulella odowdi
Amblyseiulella odowdi är en spindeldjursart som beskrevs av Ryu och Lee 1995. Amblyseiulella odowdi ingår i släktet Amblyseiulella och familjen Phytoseiidae. Inga underarter finns listade i Catalogue of Life.